# Orange Walk Town
Orange Walk es una pequeña ciudad de Belice, y es la cuarta ciudad más poblada del país tras la Ciudad de Belice, San Ignacio, y Belmopán la capital; y también la capital del distrito de Orange Walk.
Cuenta con una población de 18.000 habitantes aproximadamente, muchos de ellos de origen extranjero, en su mayoría procedentes de naciones de Centroamérica y México. La población es hispanoparlante en un 72%.
Orange Walk, se ubica a unos 106 km al norte de la ciudad de Belice y a unos 50 km al sur de Corozal.
- Datos: Q882964
- Multimedia: Orange Walk Town / Q882964